# Солунска легенда
„Слово от Кирил Философ как покръсти българите“ или още „Солунската легенда“ е апокрифен текст на старобългарски език от неизвестен автор, създаден в XI - XII век като автобиография на Константин-Кирил Философ. Известни са четири преписа - Софийски от XVI век, Тиквешки от XVI век, Търновски и Константинов, като всички са открити на територията на Македония.
Текстът е изпъстрен с исторически неточности като още в началото авторът смесва личностите на Константин-Кирил Философ и Кирил Кападокийски. Все пак прави впечатление, че авторът нарича македонските славяни, включително и солуняните, българи. Като се има предвид, че апокрифът е написан на език, съоветстващ на този регион през дадения период, тоест авторът най-вероятно е роден в Солун или в околността му, може да се направят заключения за народностното самосъзнание на славяните в тази област през XI – XII век и по-късно. На преден план изпъква прокараната идеята за българите като богоизбран народ, при който бог изпраща Кирил, за да ги направи християни и да им даде азбука:
| „ | Кириле, Кириле, иди в (обширната) земя и сред славянските народи, наречени българи, защото господ те е определил да ги покръстиш и да им дадеш закон. | “ |